# Київський з’їзд князів 1223
Київський з'їзд князів 1223 — зібрання (снем) князів Великого князівства Київського (Київської Русі) у зв'язку з вторгненням монголів до Північного Причорномор'я. 
Відомий з «Повісті про битву на Калці» (див. Калка, битва на річці 1223), вміщеної в Іпатіївському (Галицько-Волинський літопис) і Лаврентіївському літописних ізводах, а також у Новгородському першому літописі молодшого ізводу. Розгромлені монгольською кіннотою під проводом Джебе і Субедея, що вдерлася до північнопричорноморських степів, половецькі хани (див. Половці) попросили допомоги в руських князів. 
У з'їзді взяли участь старші князі Великий князь Київський Мстислав Романович  і Мстислав Мстиславич галицький, а також молодші князі Данило Романович Волинський (див. Данило Галицький), Михаїл Всеволодич Чернігівський, Всеволод Мстиславич Київський та ін., не названі в літописах на ім'я князі. 
Учасники з'їзду ухвалили рішення: краще зустрітися з ворогом на чужій (половецькій) землі, ніж на своїй, і вирушили назустріч монголам. У квітні вони з дружинами прийшли до острова Варязький (був навпроти впадіння в Дніпро р. Трубіж), де з ними з'єдналася «вся земля Половецкая».